# Myopiarolis carinata
Myopiarolis carinata is een pissebed uit de familie Serolidae. De wetenschappelijke naam van de soort is voor het eerst geldig gepubliceerd in 2008 door Bruce.